# Thomas Powys

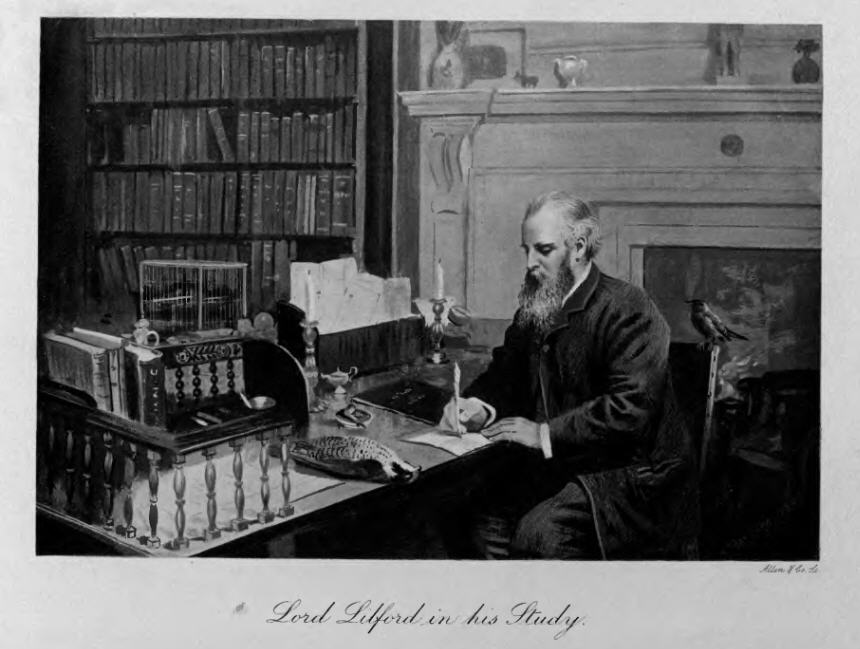
Lord Lilford przy pracy

Thomas Littleton Powys (ur. 18 marca 1833, zm. 17 czerwca 1896) – brytyjski arystokrata i ornitolog, syn Thomasa Powysa, 3. baron Lilford i Mary Fox, córki 3. barona Holland.
Był jednym z ośmiu naukowców, którzy w 1858 r. założyli Brytyjską Unię Ornitologistyczną (British Ornithologists' Union). Od 1867 r. aż do śmierci był jej przewodniczącym. Był również jednym z członków założycieli oraz pierwszym przewodniczącym Towarzystwa Historii Naturalnej Northamptonshire (Northamptonshire Natural History Society).
Często podróżował, głównie w rejonie Morza Śródziemnego. Zebrał bogatą kolekcję ptaków, która do 1991 r. była przechowywana w jego rodowej rezydencji, Lilford Hall. Znajdowały się w niej ptaki ze wszystkich zakątków globu, min. nandu, kiwi, kaczki różowogłowe oraz orłosępy brodate. Lilford sprowadził również w latach 80. XIX w. do Wielkiej Brytanii pójdźki.
Napisał również wiele książek o ptakach, min. Notes on the Birds of Northamptonshire and Neighbourhood w 1895 r. oraz Coloured Figures of the Birds of the British Islands, uzupełniona po jego śmierci przez Osberta Salvina.
14 czerwca 1859 r. w Londynie poślubił Emmę Elisabeth Brandling (zm. 9 lipca 1884), córkę Roberta Williama Brandlinga. Thomas i Emma mieli razem trzech synów:
- porucznik Thomas Atherton Powys (5 kwietnia 1861 - 22 listopada 1882)
- John Powys (12 stycznia 1863 - 17 grudnia 1945), 5. baron Lilford
- Stephan Powys (8 marca 1869 - 19 września 1949), 6. baron Lilford

21 lipca 1885 r. w Hawthorne Hill w Berkshire, poślubił Clementine Hamilton (1839 - 7 kwietnia 1929), córkę Kera Baillie-Hamiltona i Emmy Blair, córki Charlesa Blaira. Małżonkowie nie mieli razem dzieci.